# Louis-Jean Sander
Louis-Jean Sander (* 17. Oktober 1967 in Jérémie, Département Grand’Anse) ist ein haitianischer römisch-katholischer Geistlicher und Weihbischof in Port-au-Prince.

## Leben
Louis-Jean Sander studierte Philosophie und Katholische Theologie am Priesterseminar Notre-Dame d’Haïti. Am 17. November 1996 empfing er das Sakrament der Priesterweihe für das Erzbistum Port-au-Prince.
Sander war nach der Priesterweihe von 1997 bis 1999 zunächst als Pfarrvikar der Pfarrei Saint-Pierre in Pétionville tätig, bevor er Verantwortlicher für das theologische Propädeutikum wurde. 2003 wurde er für weiterführende Studien nach Rom entsandt, wo er 2005 an der Päpstlichen Fakultät Teresianum ein Lizenziat im Fach Spirituelle Theologie erwarb und 2007 ein Diplom im Fach Counseling. Nach der Rückkehr in seine Heimat wirkte Sander von 2007 bis 2016 als Pfarrer der Pfarrei Saint-Pierre in Pétionville. Zudem war er Spiritual (2009–2012 und 2014–2020) und geistlicher Begleiter (2012–2014) am Priesterseminar Notre-Dame d’Haïti, an dem er von 2012 bis 2020 auch Spirituelle Theologie lehrte. Ab 2020 war Sander Pfarrer der Kathedrale von Port-au-Prince und Präsident der Diözesankommission für die Katechese und die Liturgie.
Am 31. Mai 2024 ernannte ihn Papst Franziskus zum Titularbischof von Privata und zum Weihbischof in Port-au-Prince. Der Erzbischof von Port-au-Prince, Max Leroy Mésidor, spendete ihm und Jean-Charles Wismick SMM am 3. August desselben Jahres in der Pfarrkirche Saint-Pierre in Pétionville die Bischofsweihe; Mitkonsekratoren waren der Bischof von Les Cayes, Chibly Kardinal Langlois, und der Bischof von Fort-Liberté, Quesnel Alphonse SMM.